# Arrowwood
Arrowwood is een plaats (village) in de Canadese provincie Alberta en telt 221 inwoners (2006).

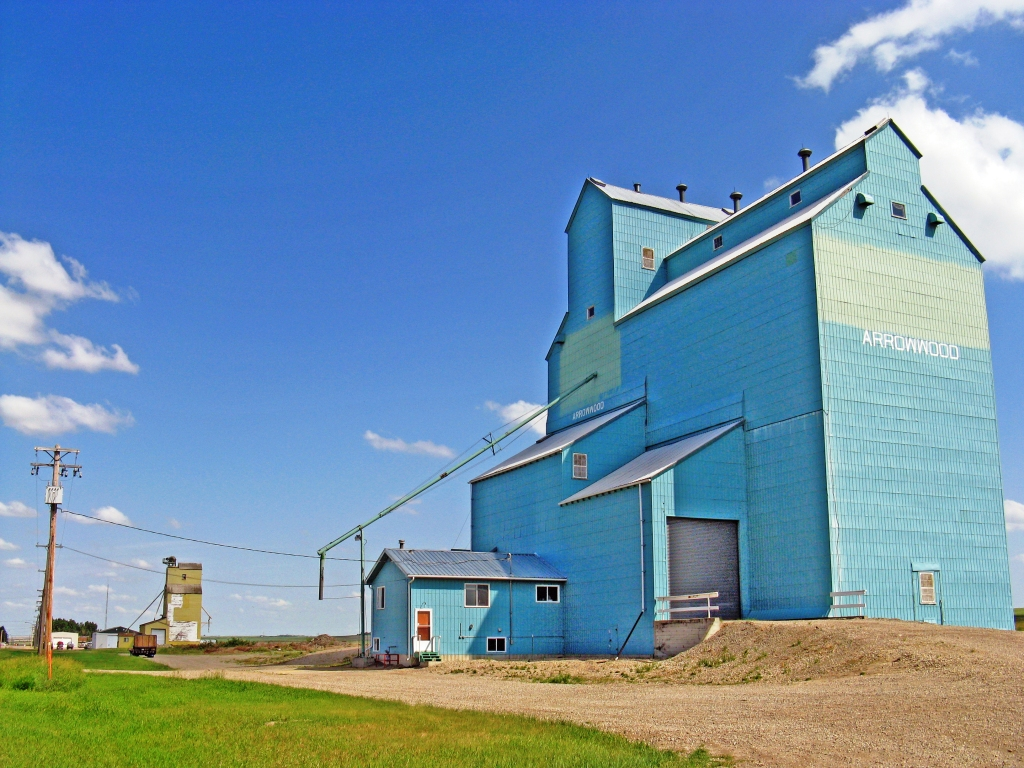
Graansilo's in Arrowwood